# Ніколаєвське міське поселення (Хабаровський край)
Нікола́євське міське поселення (рос. Николаевское городское поселение) — міське поселення у складі Ніколаєвського району Хабаровського краю Росії.
Адміністративний центр та єдиний населений пункт — місто Ніколаєвськ-на-Амурі.

## Населення
Населення сільського поселення становить 18159 осіб (2019; 22752 у 2010, 28492 у 2002).